# Prestbury
Prestbury är ett samhälle och civil parish i Cheshire i England, söder om Manchester. Prestbury ingår idag i Macclesfields tätort, och folkmängden uppgick till 3 471 invånare 2011.
Fotbollsspelaren Wayne Rooney har en herrgård i Prestbury tillsammans med sin familj. Han är inte den enda fotbollsspelaren som bott i Prestbury; Eric Cantona, Wes Brown och Trevor Brooking har även bott där, liksom fotbollskommentatorn Alan Green. Även den tidigare sångaren i bandet Slade, Noddy Holder, har varit bosatt i Prestbury.